# Месивта

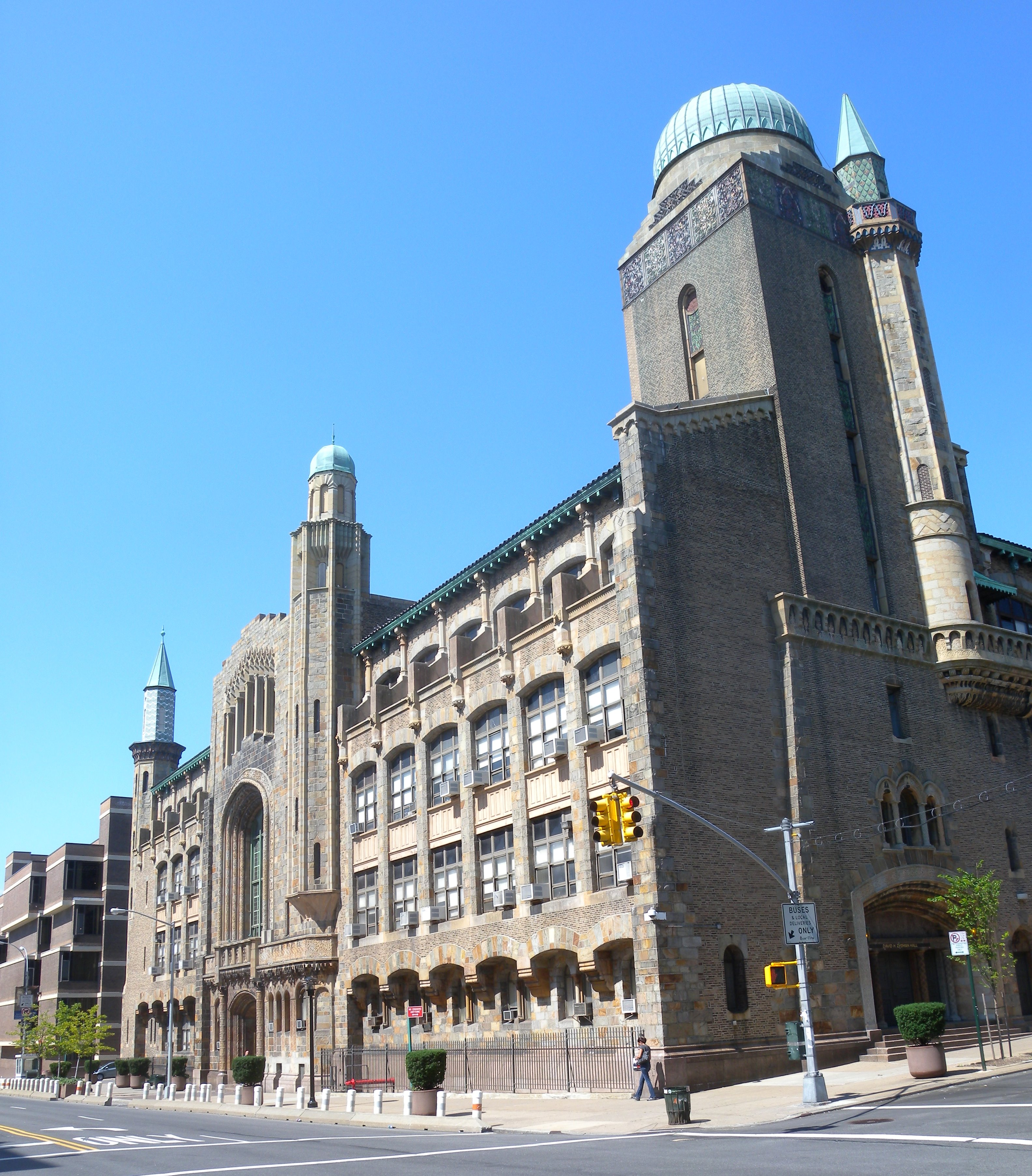
Средняя школа университета Йешива для мальчиков

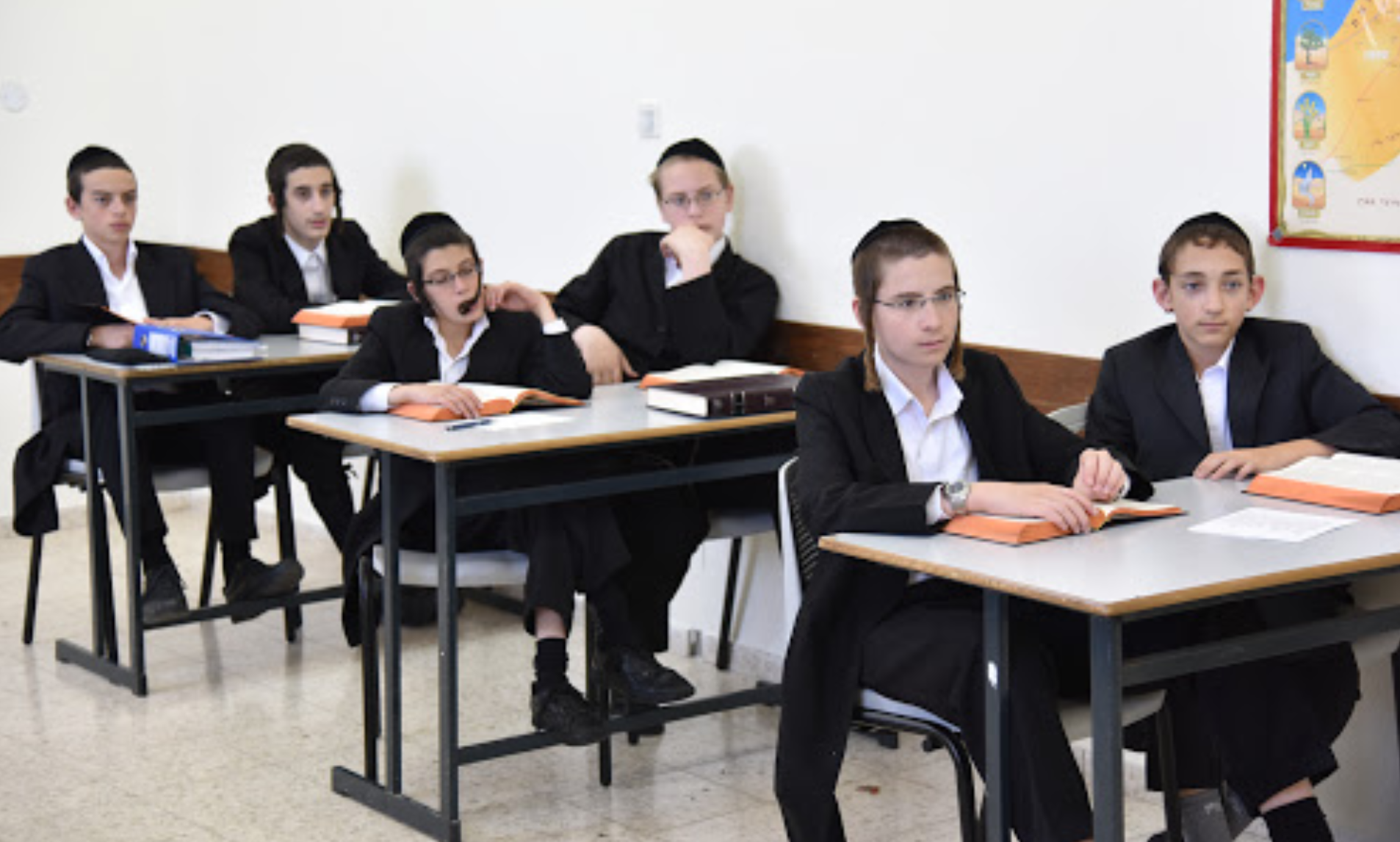
Занятия по гемаре, хасидская ешива

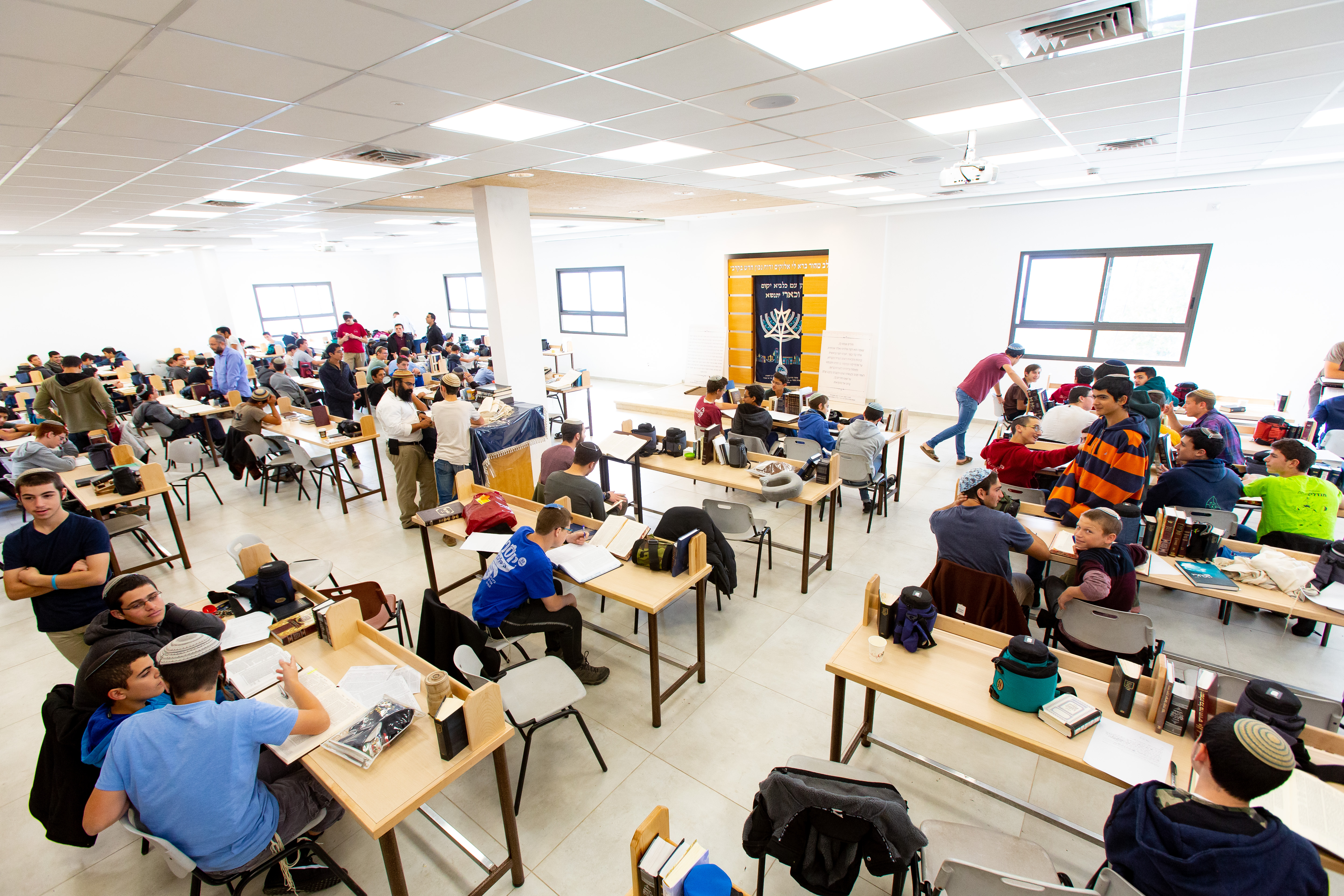
Бейт-мидраш, йешива тихонит

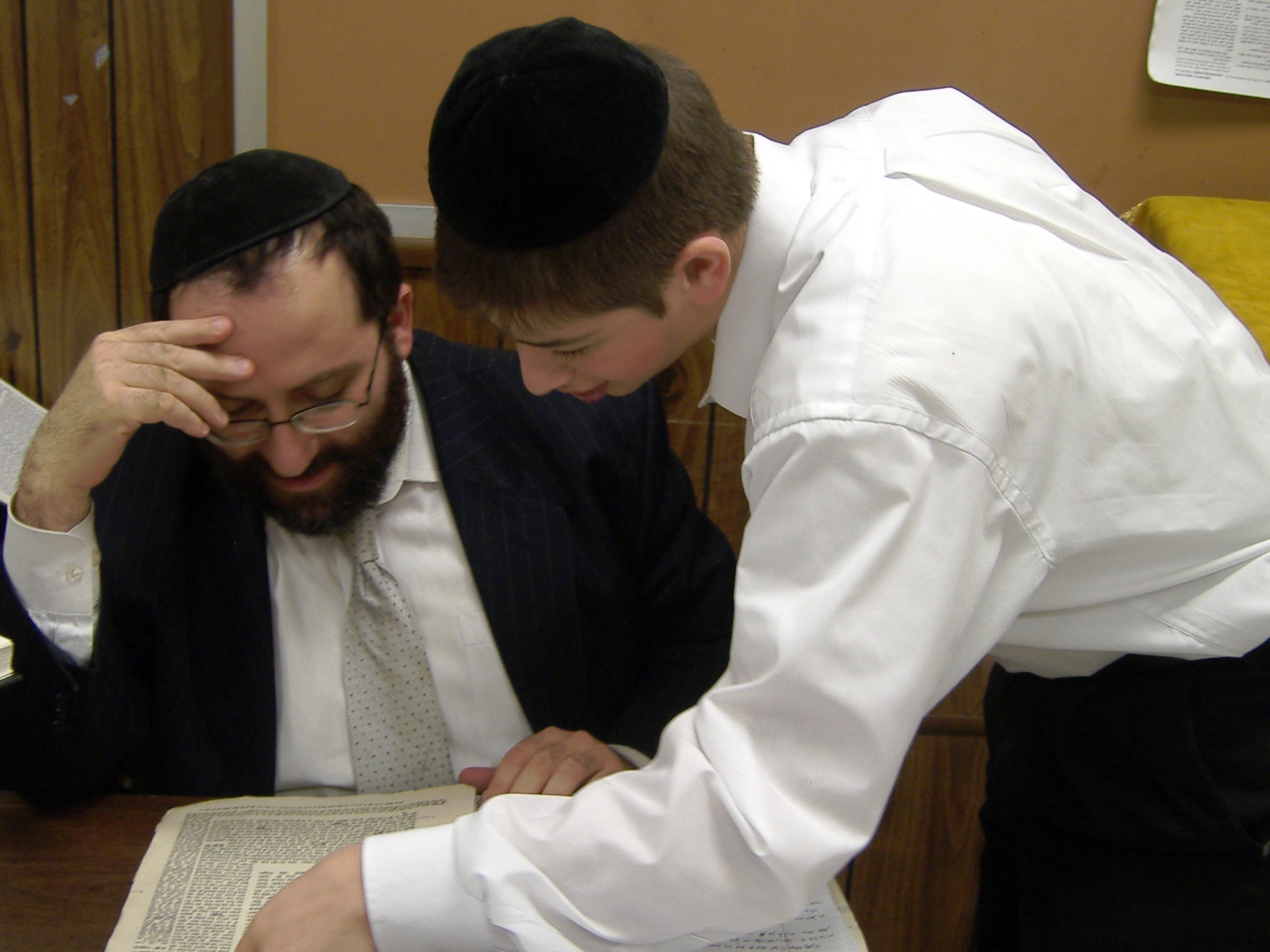
Студент мсивты для харедим

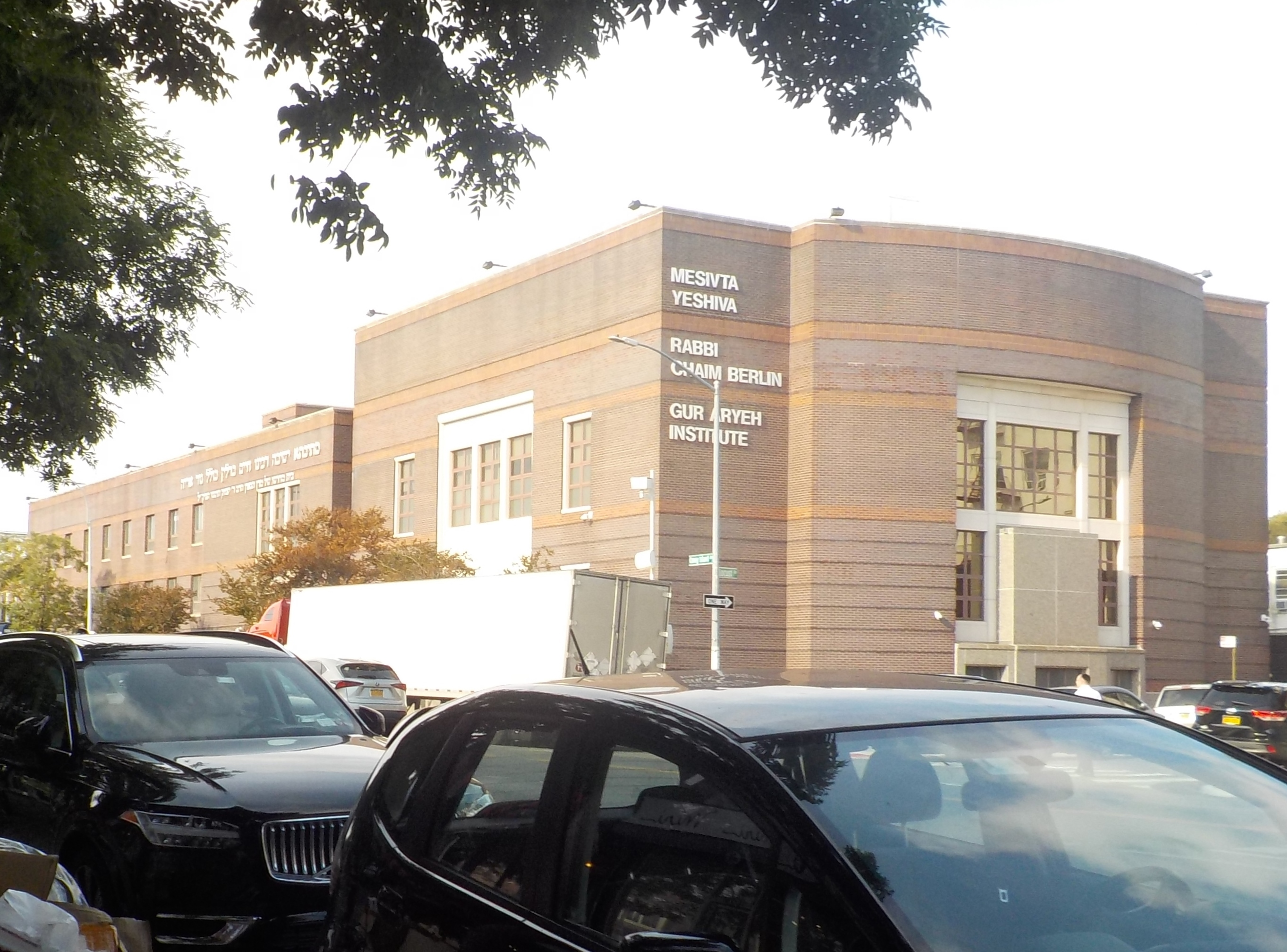
Мсивта, иешива имени раввина Хаима Берлина

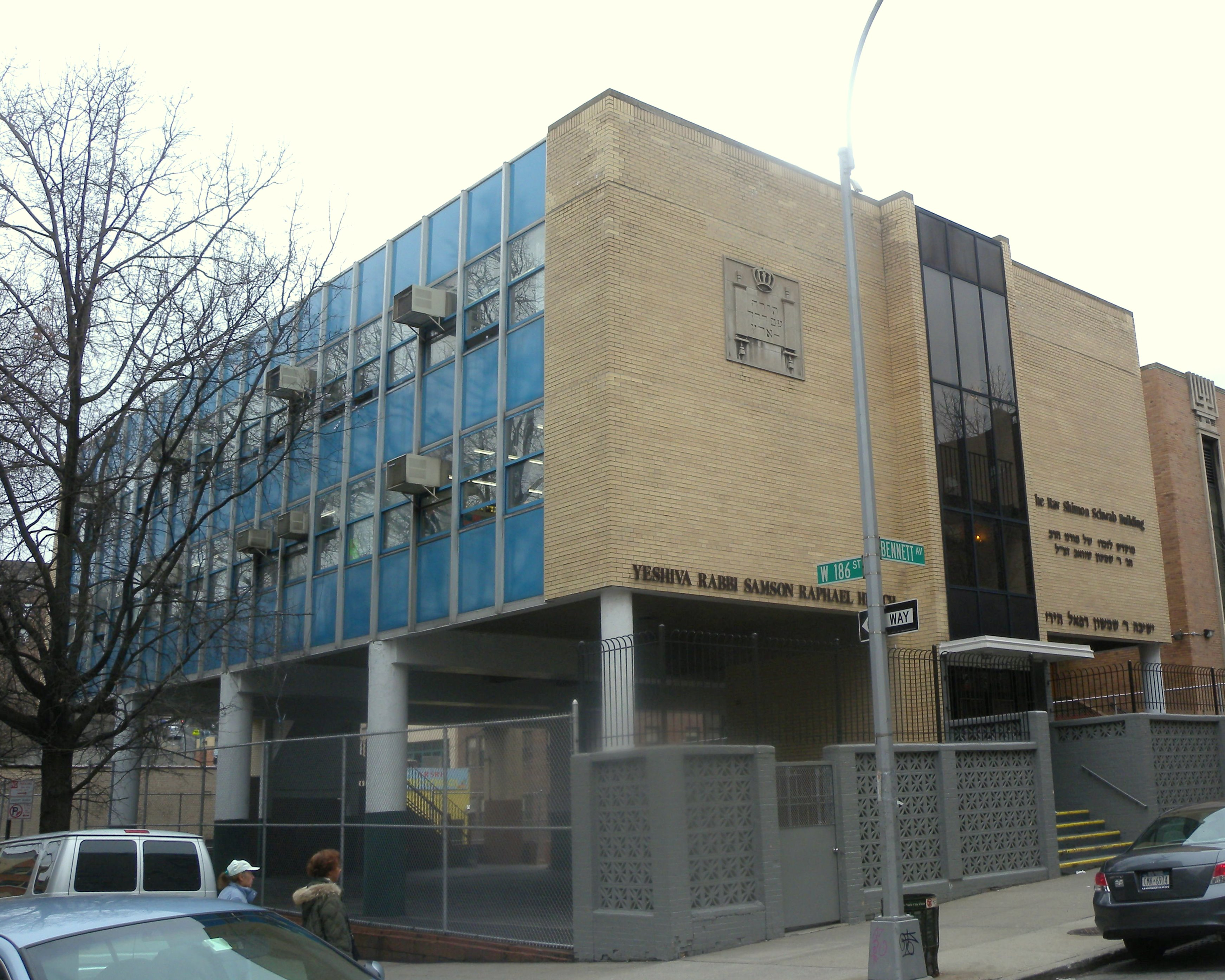
Иешива имени раввина Самсона Рафаэля Хирша

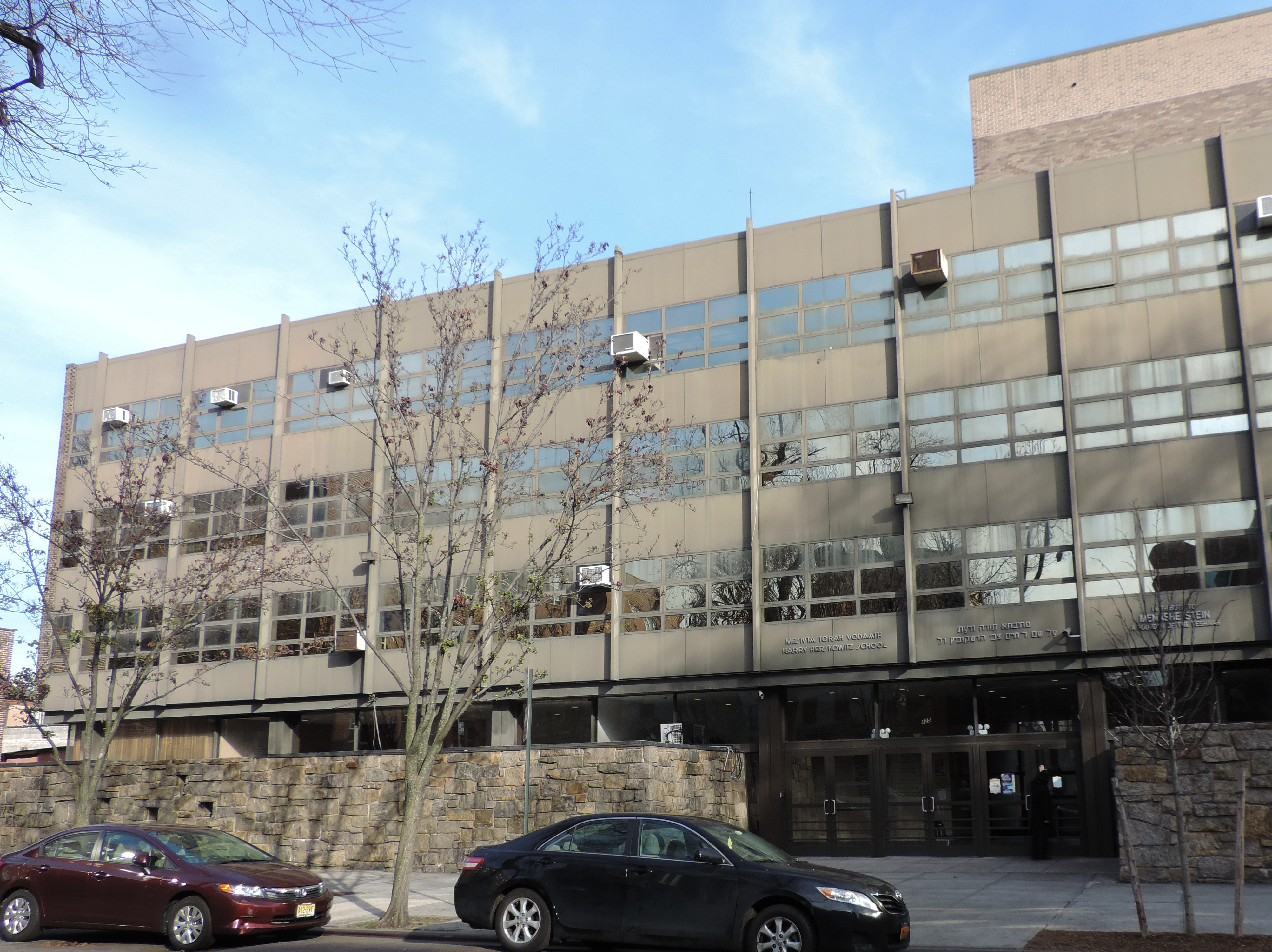
Месивта «Тора Водаас»

Меси́вта (иуд.-арам. מתיבתא‎ мти́вта — «академия») — ортодоксальная еврейская средняя школа (разновидность йешивы) для мальчиков. Этот термин обычно используют в Соединённых Штатах для описания йешивы, которая уделяет особое внимание изучению Талмуда для мальчиков в 9-11 или 12 классах; в качестве альтернативы, это относится к направлению религиоведения в средней школе йешивы, которая предлагает как религиозные, так и светские исследования.
Аналогичный термин в Израиле соответствует йеши́ва кта́на (ישיבה קטנה‎ — «малая йешива») в первом случае и йешива тихонит (ישיבה תיכונית‎ — «средняя школа (подготовительная) йешивы») для второго случая.
После окончания месивты студенты переходят в бейт-мидраш или на программу йешивы на уровне бакалавриата. На практике йешивы, которые называют себя месивтами, обычно представляют собой комбинацию программ месивта (старшая школа) и бейт-мидраш (послесредняя школа). Студентов, участвующих в программе бет-мидраш, часто призывают наставлять тех, кто учится в месивте.
Сегодня месивты расположены в тех городах по всей территории Соединенных Штатов, где проживает значительное количество ортодоксальных евреев. С 1980-х годов количество месивт в районе Нью-Йорка (Нью-Джерси) резко возросло. Если раньше было всего несколько школ на выбор, то сегодня в каждом городе с религиозным еврейским населением и почти в каждом посёлке есть средняя школа йешивы. Месивты заработали хорошую репутацию благодаря академическим успехам своих учеников. Существуют школы для мецуяним (лучших учеников), школы для средних учеников и школы для учеников с «серьёзными учебными проблемами или проблемами в религиозной вере (йи́рат шама́йм)». Некоторые месивты имеют различные альтернативные учебные программы (tracks), чтобы удовлетворить разнообразный студенческий состав.
Месивты, как и йешивы, не следуют расписанию семестров и каникул государственного образования, а организуют учебный год по еврейскому календарю. Во время еврейских каникул в школе — перерыв и этот семестр заканчивается в месяц ав, традиционный перерыв для йешив со времён Талмуда. Существует также дресс-код, если в начальной школе мальчики носят в школу более повседневную одежду, то при входе в месивту они должны одеваться в тёмные костюмы и белые рубашки.